# Aquarius (plant)
Aquarius is een geslacht uit de waterweegbreefamilie (Alismataceae). De soorten komen voor van de centrale en zuidoostelijke delen van de Verenigde Staten tot in de (sub)tropische delen van Zuid-Amerika.

## Soorten
- Aquarius bracteatus (Micheli) Christenh. & Byng
- Aquarius cordifolius (L.) Christenh. & Byng
- Aquarius cylindricus (Rataj) Christenh. & Byng
- Aquarius decumbens (Kasselm.) Christenh. & Byng
- Aquarius densinervis (Somogyi) Christenh. & Byng
- Aquarius emersus (Lehtonen) Christenh. & Byng
- Aquarius floribundus (Seub.) Christenh. & Byng
- Aquarius glaucus (Rataj) Christenh. & Byng
- Aquarius grandiflorus (Cham. & Schltdl.) Christenh. & Byng
- Aquarius grisebachii (Small) Christenh. & Byng
- Aquarius horizontalis (Rataj) Christenh. & Byng
- Aquarius inpai (Rataj) Christenh. & Byng
- Aquarius lanceolatus (Rataj) Christenh. & Byng
- Aquarius longipetalus (Micheli) Christenh. & Byng
- Aquarius longiscapus (Arechav.) Christenh. & Byng
- Aquarius macrophyllus (Kunth) Christenh. & Byng
- Aquarius major (Micheli) Christenh. & Byng
- Aquarius palifolius (Nees & Mart.) Christenh. & Byng
- Aquarius paniculatus (Micheli) Christenh. & Byng
- Aquarius pubescens (Mart. ex Schult.f.) Christenh. & Byng
- Aquarius reptilis (Lehtonen) Christenh. & Byng
- Aquarius scaber (Rataj) Christenh. & Byng
- Aquarius subulatus (Mart. ex Schult.f.) Christenh. & Byng
- Aquarius trialatus (Fassett) Christenh. & Byng
- Aquarius tunicatus (Small) Christenh. & Byng
- Aquarius uruguayensis (Arechav.) Christenh. & Byng

Albidella · 
Alisma (Waterweegbree) · 
Baldellia · 
Burnatia · 
Caldesia · 
Damasonium · 
Echinodorus · 
Limnophyton · 
Luronium · 
Ranalisma · 
Sagittaria · 
Wiesneria